# Lissonota robusta
Lissonota robusta är en stekelart som beskrevs av Julius Theodor Christian Ratzeburg 1852. Lissonota robusta ingår i släktet Lissonota och familjen brokparasitsteklar. Inga underarter finns listade i Catalogue of Life.